# Sperlonga
Sperlonga és un comune (municipi) de la província de Latina, a la regió italiana del Laci. És coneguda per l'antiga cova marina descoberta als terrenys de la vil·la de Tiberi que conté les importants i espectaculars estàtues de Sperlonga, que es mostren en un museu a la mateixa població.
Sperlonga limita amb els municipis de Fondi i Itri.
A 1 de gener de 2019 tenia 3.229 habitants.

## Història
Situat a prop de la Via Àpia, però també a la vora de les marismes pontines, l'Spelunca romana (terme llatí per a "cova" o "gruta") originalment només era coneguda per la gruta de la costa, d'on va rebre el seu nom. Aquí es va construir una vil·la posteriorment propietat de l'emperador Tiberi, inclosa la gruta. La gruta va ser embellida per Tiberi en un magnífic triclinium, esmentat per antics escriptors, i amb les famoses escultures exquisides que van ser descobertes in situ.
Després de la caiguda de l'Imperi romà occidental, al segle vi, les ruïnes de la residència imperial van servir de refugi a la població local. Més tard, la població va començar a traslladar-se al pròxim promontori de Sant Magne, per tal d'escapar dels pantans malsans i dels atacs sarraïns. El perill que suposaven els sarraïns es veu clar per la presència de moltes torres de guaita al llarg de la costa fins a Gaeta. El 1534 el petit centre va ser destruït per la flota otomana a les ordres de Barbarossa.
Als segles xviii i xix Sperlonga va recuperar i va adquirir algunes residències nobles, i l'agricultura va prosperar. Tanmateix, l'expansió turística només es va produir després de l'obertura de la carretera costanera Terracina-Gaeta (també coneguda com la Via Flacca) el 1957, la construcció de la qual va permetre el descobriment de les escultures de la gruta.

## Vil·la de Tiberi

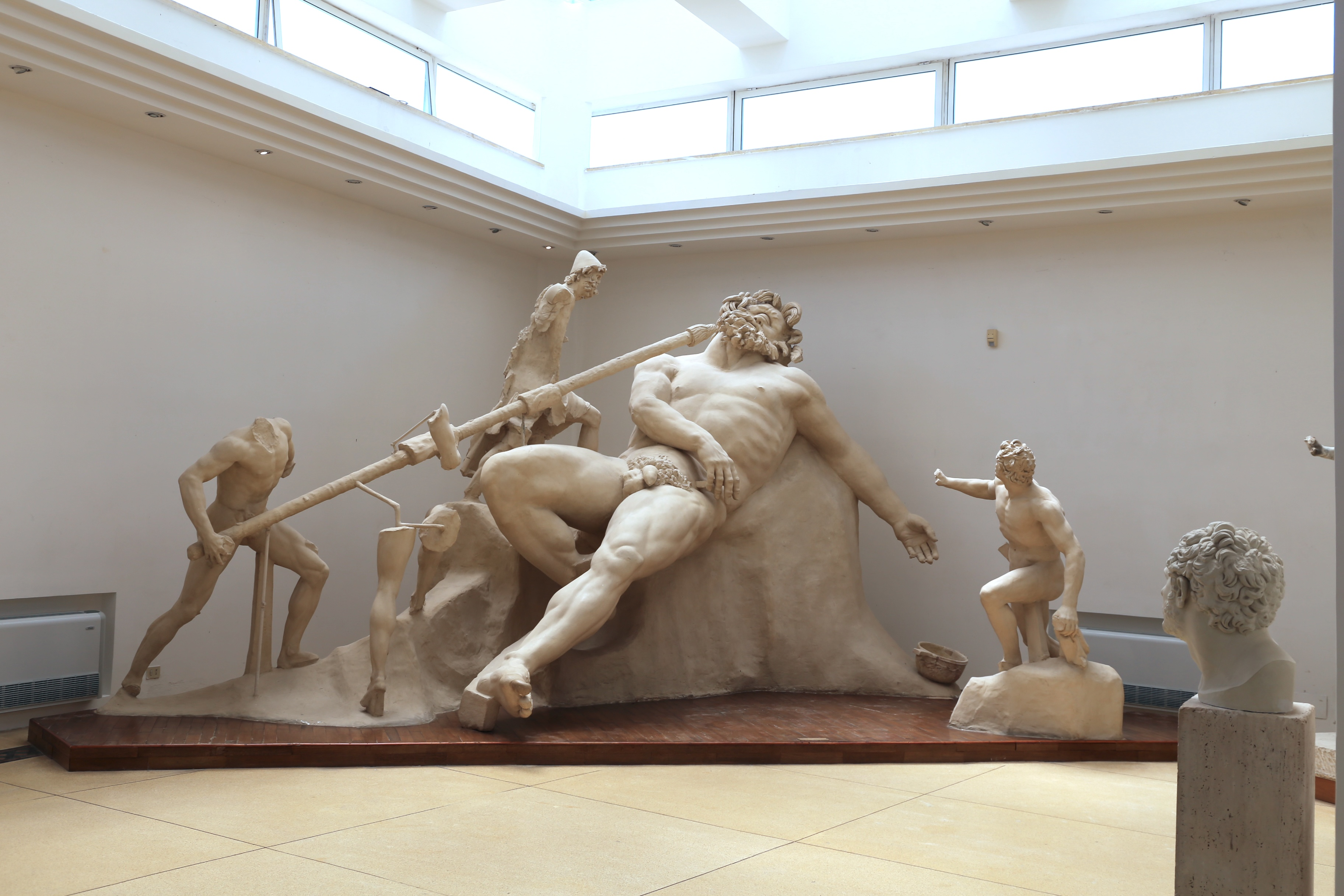
El grup central de les estàtues de Sperlonga, amb el Cegament de Polifem

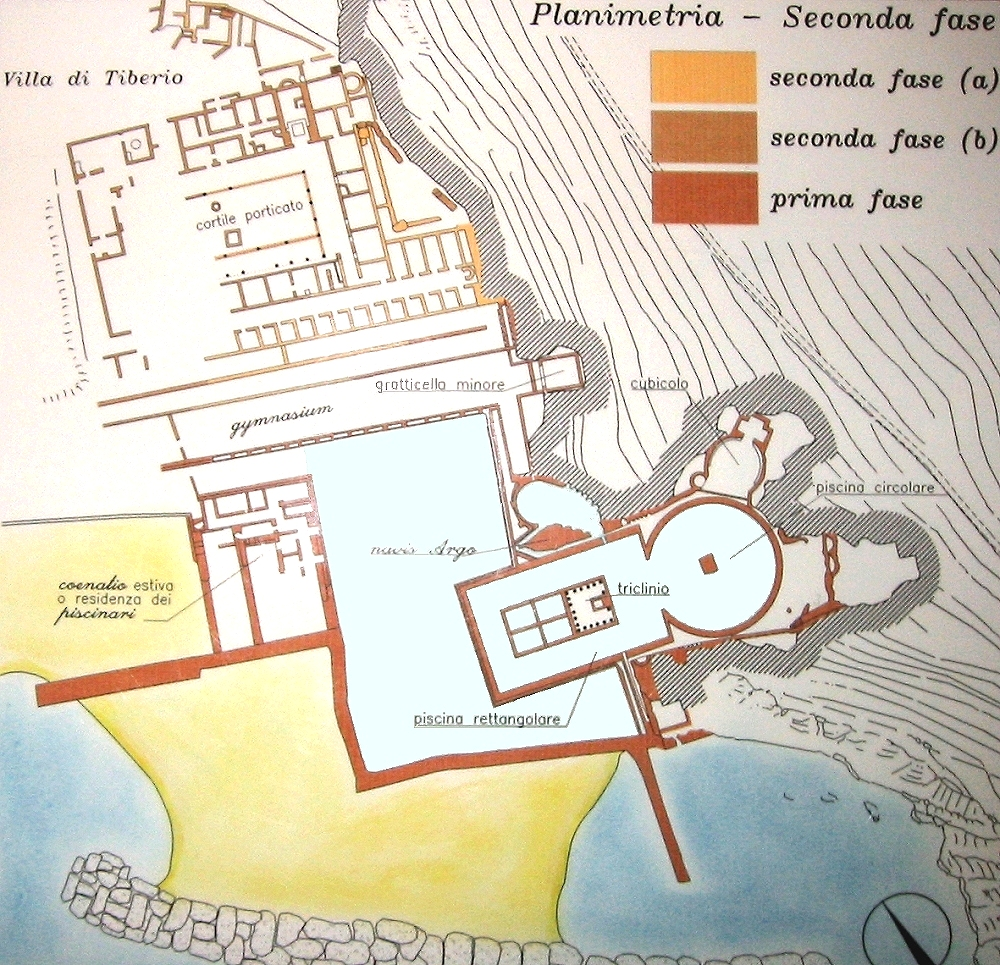
Mapa de la vil·la de Tiberi.

El principal atractiu cultural de Sperlonga és el museu erigit al recinte de l'antiga vil·la de Tiberi que mostra els grups d'escultura trobats a la gruta celebrant els actes d'Odisseu. Segons Tàcit i Suetoni, el sostre de la gruta es va esfondrar mentre Tiberi estava sopant, i Sejà es va afanyar a salvar Tiberi, i aquest en agraïment el va promoure. Tiberi es va traslladar a Capri després del 26 dC.
La vil·la incloïa una gruta on s'han trobat algunes escultures, actualment ubicades al museu: aquestes van retratar l'assalt de Scylla a la nau d'Odisseu, la ceguesa de Polifem, el robatori del Pal·ladi i Odisseu aixecant el cadàver d'Aquiles. Les obres han estat atribuïdes als escultors de Rodes Agesander, Atenedor i Polidor, i es creu que són els mateixos autors del grup de "Laocoont i els seus fills" (com ho atribueix Plini el Vell).

## Altres llocs d'interès

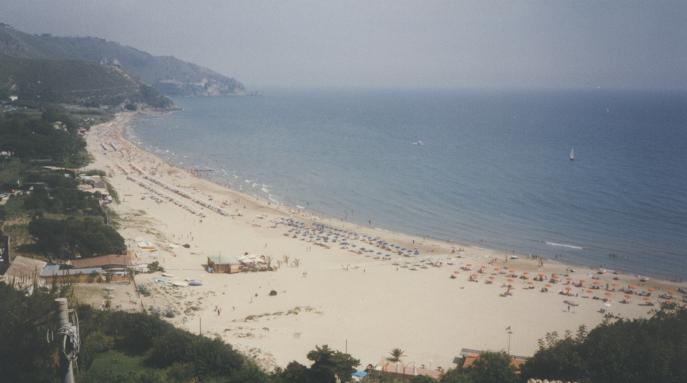
La platja de Sperlonga

L'església més antiga és la de Santa Maria (principis del segle xii), actualment usada per a esdeveniments i espectacles culturals: acull alguns mosaics medievals descoberts durant les últimes restauracions.
Sperlonga és principalment una ciutat turística gràcies a les seves platges, una llarga platja a la seva banda oest que va fins a Terracina i una sèrie de platges curtes i penya-segats al seu costat est, en direcció a Gaeta.